# Дім Лі
Дім Лі, також відомий як династія Лі (також транскрибується як династія І) — королівська родина династії Чосон, а пізніше імператорська родина Корейської імперії, що походить від засновника Чосон Лі Сонґе. Усі його нащадки є членами клану Чонджу Лі.
Після японсько-корейського договору 1910 року, за яким Японська імперія анексувала Корейський півострів, деякі члени клану Чонджу Лі були включені японським урядом до Імператорського дому Японії та японського перства. Це тривало до 1947 року, перед тим, як була проголошена Конституція Японії. Договір був анульований Базовим договором про відносини між Японією та Кореєю.
Оскільки Конституцію змінив Тимчасовий уряд, нащадкам імператорської родини продовжують надавати перевагу та вони є улюбленим символом у Південній Кореї. Похорон Лі Ґу, колишнього глави королівського дому в липні 2005 року, привернув значне висвітлення в медіа. Лі Сок також привернув увагу до себе під час 100-річчя незалежності Кореї 1 березня 2019 року.

## Історія

### Рання ера (XV століття)

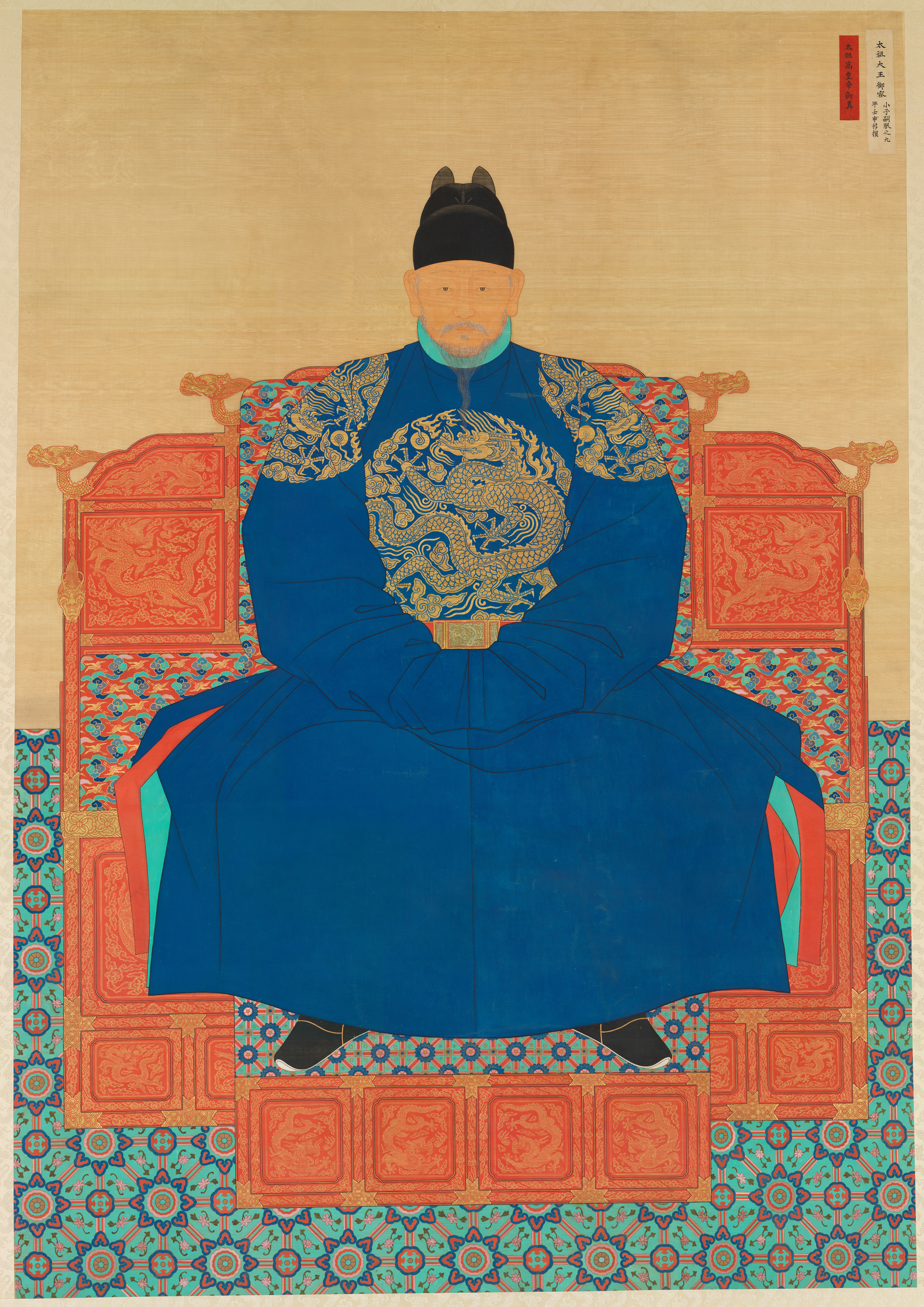
Портрет Тхеджо з Чосону, копія 1872 року, написана Чо Чунгмуком

Коли у 1392 році Тхеджо Чосонський зійшов на трон, він продовжував використовувати закони Корьо, а шляхетські титули, які він надавав своїм синам, племінникам і зятям, були «принц» (군). Після державного перевороту 1398 року система шляхетських титулів змінилася: «герцог» для синів короля, «маркіз» для королівських нащадків і «граф» для офіцерів вищого першого рангу. Цю систему було скасовано в 1401 році, щоб уникнути «узурпації» існуючих законів про титул могутнішої династії Мін.
Станом на 1412 рік Тхеджон Чосонський затвердив нову систему надання королівських титулів: серед синів короля ті, хто народився від королеви, можуть отримати титул «великий князь» (대군), а решта може бути «князем» (군); обидва князі мають старший ранг першого рангу, а їхні нащадки чоловічої статі також, оскільки їхні правнуки можуть отримати офіційні посади. Відповідно до правдивих записів династії Чосон, титул «князь» (군) спочатку дозволявся надавати синам або онукам королів, але з часом ці стандарти стали слабшими. Як правило, королівська особа, яка має право бути князем, не може отримати цей титул автоматично, навіть якщо його ранг підняв її до молодшого другого рангу. Але такий спадковий титул міг передаватися поколінням, доки не перевищить більше чотирьох поколінь (від короля).
Подібно до чоловіків королівської сім'ї, жінки королівської сім'ї отримували титули відповідно до їх спорідненості з королями. Незважаючи на те, що всі вони українською перекладають як «княгині», дочок короля і королеви називали 공주 (гонджу). Дівчат, народжених від інших чоловіків і народжених королем, називали 옹주 (онджу), щоб відрізнити їх; деякі більш далекі родички королівської сім'ї також мали різні титули. Якби згаданих вище жінок з різних причин позбавили титулів, їх би називали простолюдинками; наприклад, після 1506 року до старшої дочки скинутого Йонсан-гу з Чосона зверталися як до «дружини Гу Мун Гьонга». Пізніше з'явилися також так звані «дружина Кім Се Рюна» (колишня принцеса Хьомьон) і «дружина Чон» (колишня принцеса Хваван).

### Середня ера
У 1469 році Сонджон Чосонський зійшов на трон як усиновлений спадкоємець свого дядька Єджона Чосонського. 1475 року, щоб отримати посмертний статус короля, Сонджон попросив уряд династії Мін ратифікувати його біологічного батька, кронпринца Уйґьонга. Для покійного кронпринца було зроблено храмове ім'я «Докчжон». Подібна подія відбулася в 1568 році, коли Сонджо Чосонський успадкував трон як усиновлений спадкоємець свого зведеного дядька Мьончжона Чосонського. За офіційною порадою, замість того, щоб посмертно присвоїти своєму біологічному батькові (принцу Дохенгу) титул «короля», у 1569 році Сонджо створив для нього новий титул, Докхен Девонгун (덕흥대원군), на честь покійного принца. Ця дія мала прецедент у 1066 році, коли імператор Чжао Шу підвищив свого біологічного батька (Чжао Юньрана), не піднявши його посмертно до статусу імператора.
Слідуючи прецеденту Сонджо, протягом історії Чосону ще три члени королівської сім'ї були призначені Девонгуном: принц Вонджон (1623 р., але пізніше підвищений до «короля Вонджонга» з 1634 р.); Ї Кван (Чон'є Тевонгун, 1849 р.); і принц Хинсон (1864).
У 1650 році Хьоджон Чосонський, на прохання принца-регента Доргона з династії Цін, усиновив четверту кузину, яка колись була його дочкою. Як незвично, він дав їй титул принцеси Уйсун перед тим, як вона збиралася покинути Чосон, щоб стати дружиною Доргона.

### Коджон і Сунджон / Корейська імперія (1863—1896, 1897—1910)

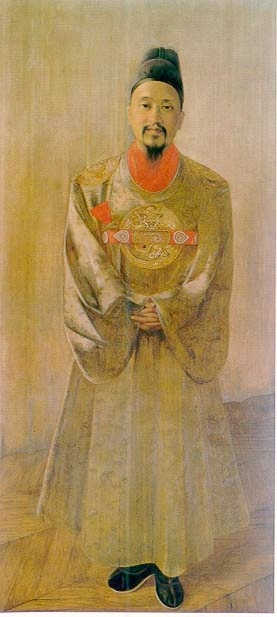
Імператор Коджон у 1898 році, намальований Губертом Восом

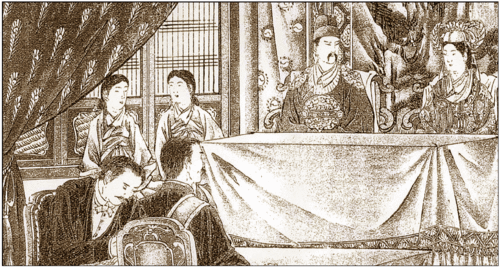
Японська ілюстрація того, як король Коджон і королева Мін приймають Іноуе Каору

Після реставрації Мейдзі Японія придбала західні військові технології. Завдяки цій силі після інциденту на острові Ганхва вона примусила Чосон підписати Японсько-Корейський договір 1876 року. Це забезпечило сильну економічну присутність на півострові, провіщаючи початок японської імперської експансії в Східній Азії. У ХІХ столітті між Китаєм і Японією зросла напруженість, кульмінацією якої стала Перша китайсько-японська війна; більша частина цієї війни велася на Корейському півострові. Поразка Китаю у війні 1894 року призвела до підписання Сімоносекського договору, який офіційно гарантував незалежність Кореї від Китаю. Однак договір фактично надав Японії прямий контроль над корейською політикою.
Двір Чосон під тиском зазіхань з боку великих держав намагався зміцнити національну цілісність і 1897 року проголосив Корейську імперію. Щоб утвердити незалежність Кореї корейський король Коджон прийняв титул імператора; він присвоїв собі титули лідерів Китаю та Японії. Крім того, щоб відбити японців, Корея шукала сучасні військові технології від інших іноземних держав, особливо від Росії. Технічно 1895 рік знаменує кінець періоду Чосон, оскільки було змінено офіційну назву країни. Але династія панувала, хоча Японія втручалася в її справи. Наприклад, вважається, що вбивство королеви-консорта, королеви Мін у 1895 році було організовано японським генералом Міурою Горо. Королева мала великий вплив на політику під час правління свого чоловіка, і вона намагалася зберегти нейтралітет країни, приймаючи пропозиції Російської імперії, дозволяючи останній мати більший вплив. Після смерті королеви імператор вшанував її, посмертно підвищивши її статус до імператриці (імператриця Менсон).
Будучи імператором, Коджон надав вищі титули деяким своїм близьким родичам, як і його наступник Сунджон Корейський. У 1900 році Коджонг призначив свого молодшого сина Ї Канґа принцом імператора Уі (의친왕), а Ї Уна — принцом імператора Йонга (영친왕). Ї Сон, їхній старший зведений брат, який помер молодим у 1880 році, у 1907 році був посмертно титулований як Принц Імператорський Ван (완친왕). У 1910 році Коджон призначив свого (біологічного) старшого брата Ї Чже Мьона принцом Імперського Генґа (흥친왕).
Після тривалого процесу контролю над маріонетковою державою 22 серпня 1910 року Японія анексувала Корейський півострів, фактично припинивши правління дому Ї, змусивши націю приєднатися до японсько-корейського договору 1910 року. За договором, деякі члени родини Ї були включені до королівської родини (яп. 王公族, Ōkōzoku) або зроблені корейськими перами (яп. 朝鮮貴族, Chōsen-kizoku).
Корейські шляхетські титули, надані Японією в 1910 році, включають лише титули з клану Чонджу Ї, такі:
| Почесний король Деоксу Ї | Ї Хуй 이희(李㷩)           | Почесний імператор (Коджон)             | －                           | - Спадкоємець Наслідний принц Гьомьонґ - 2-й син Хинсон Девонгун - 6-правнук великого князя Інпхьона, третього сина короля Інджо    | 1852-1919 |
| Король Ї Чандокський     | Ї Чек 이척(李坧)           | Імператор (Сунджон)                     | －                           | - 2-й син Коджона | 1874-1926 |
| Спадковий принц короля Ї | Ї Ун 이은(李垠)            | Імператорський кронпринц                | －                           | - 7-й син Коджона | 1897-1970 |
| Герцог Ї Кан             | Ї Канґ 이강(李堈)          | Принц Імператорський Уй 의친왕(義親王)  | －                           | - 5-й син Коджона | 1877-1955 |
| Герцог Ї Хуй             | Ї Хуй 이희(李熹)           | Принц Імператорський Хен 흥친왕(興親王) | Дім принца Йонрьона          | - 1-й син Хинсон Девонгун - 6-правнук великого князя Інпхьона, третього сина короля Інджокороля Інджо                               | 1845-1912 |
| Маркіз                   | І Ге Сон 이해승(李海昇)    | Принц Чхонпун 청풍군(淸豐君)            | Дім князя Евнеона            | - Спадкоємець принца Пунгсона - 14-правнук великого князя Вольсана, онук короля Седжо                                               | 1890-?    |
| Маркіз                   | Ї Чже Гак 이재각(李載覺)   | Принц Уйян 의양군(義陽君)               | Дім князя Евнеона            | - 3-й син принца Ванпхьона - 8-правнук принца Кьончхана, дев'ятий син короля Сонджо                                                 | 1874-1935 |
| Маркіз                   | Ї Чже Ван 이재완(李載完)   | Принц Вансун 완순군(完順君)             | Дім князя Евнеона            | - Спадкоємець принца Хьонгвана - 8-правнук принца Кьончхана, дев'ятий син короля Сонджокороля Сонджо                                | 1856-1922 |
| Маркіз                   | Ї Гае Чан 이해창(李海昌)   | Принц Чансан 창산군(昌山君)             | Дім Деокхен Девонгун         | - Спадкоємець Ї Га-Ґена, принц Кьонвон - 12-правнук Деохен Дэвонгуна, восьмого сина Деохен Девонгуна, восьмого сина короля Чунджона | 1865-1945 |
| Граф                     | Ї Ї Йонґ 이지용(李址鎔)    | －                                      | Дім принца Йонрьона          | - Спадкоємець принца Ваньонга - 15-правнук великого князя Кванпхьона, п'ятий син короля Сенджона                                    | 1870-1928 |
| Віконт                   | Ї Бьонг Му 이병무(李秉武)  | －                                      | Дім принца Муріма            | - 2-й син Ї Ґун Гана - 12-правнук князя Мурима, п'ятнадцятий син короля Чонджона                                                    | 1864-1926 |
| Віконт                   | Ї Ван Йонґ 이완용(李完鎔)  | －                                      | Дім принца Евнеона           | - Спадкоємець принца Деокана - 11-правнук Деохен Дэвонгуна, восьмого сина короля Чунджона                                           | 1872-1937 |
| Віконт                   | Ї Ґі Йонґ 이기용(李埼鎔)   | －                                      | Дім принца Йонрьона          | - Син князя Ванріма - 7-правнук великого князя Інпхьона, третього сина короля Інджо                                                 | 1889-1961 |
| Віконт                   | Ї Чже Ґон 이재곤(李載崑)   | －                                      | Дім принца Кенчхан           | - Син Ї Сін Ена - 8-правнук принца Кьончхана, дев'ятий син короля Сонджо                                                            | 1859-1943 |
| Віконт                   | Ї Гьон Тхек 이근택(李根澤) | －                                      | Дім принца Гьонмьона         | - 2-й син Ї Мін Сена - 11 правнук принца Гьонмьона, одинадцятий син короля Сонджона                                                 | 1865-1919 |
| Барон                    | Ї Чжон Ґон 이종건(李鍾健)  | －                                      | Дім принца Муріма            | - Прийомний син Ї Гю Чхоль - 10-правнук князя Мурима, п'ятнадцятий син короля Чонджона                                              | 1843-1930 |
| Барон                    | Ї Бон Уй 이봉의(李鳳儀)    | －                                      | Дім Великого принца Хьорьона | - Прийомний син Ї Гьон Ю - 14-правнук великого князя Гьорьона, другий син короля Тхеджона                                           | 1839-1919 |
| Барон                    | І Чже Ґек 이재극(李載克)   | －                                      | Дім Великого принца Нойнгчан | - Син Ї Йон Ен - 6-правнук великого князя Інпхьона, третього сина короля Інджо                                                      | 1864-1931 |
| Барон                    | Ї Ґьон Го 이근호(李根澔)   | －                                      | Дім принца Ґьонмьона         | - 1-й син Ї Мін Сен - 11 правнук принца Ґьонмьона, одинадцятий син короля Сонджона                                                  | 1860-1923 |
| Барон                    | Ї Ґьон Сан 이근상(李根湘)  | －                                      | Дім принца Ґьонмьона         | - 4-й син Ї Мін Сен - 11 правнук принца Гьонмьона, одинадцятий синкороля Сонджона                                                   | 1874-1920 |
| Барон                    | Ї Йонг Те 이용태(李容泰)   | －                                      | Дім принца Мільсона          | - Син Ї Бьонг Ро - 12-правнук принца Мільсона, дванадцятий син короля Сенджона                                                      | 1854-1922 |
| Барон                    | Ї Йонґ Вон 이용원(李容元)  | －                                      | Будинок принца Мільсона      | - Прийомний син Ї Бьонг-ум - 12-правнук принца Мільсона, дванадцятий син короля Сенджонакороля Сенджона                             | 1832-1911 |
| Барон                    | Ї Ґон-Га 이건하(李乾夏)    | －                                      | Дім Великого принца Муана    | - Прийомний син Ї Інь-ву - 14-правнук великого принца Кванпхьона, п'ятого сина короля Седжона                                       | 1835-1913 |

### Японське колоніальне правління та період після звільнення

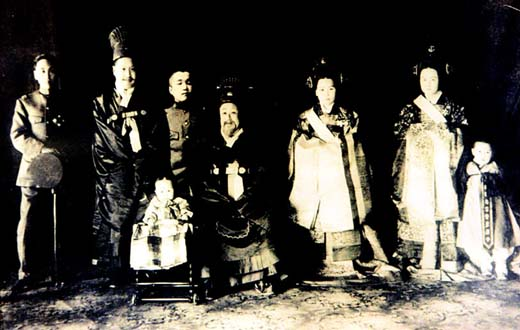
Корейська імператорська сім'я близько 1915 року. Зображення є компіляцією окремих фотографій, зроблених, оскільки японці не дозволяли їм усім перебувати в одній кімнаті одночасно, а деякі були змушені покинути Корею. Зліва направо: Ї Кан, Сунджон, Ї Ун, Коджон, Імператриця Сунчжон, Деогіндан Гімбі та Ї Геон. Дитина, яка сидить у першому ряду, — це принцеса Деокхі.

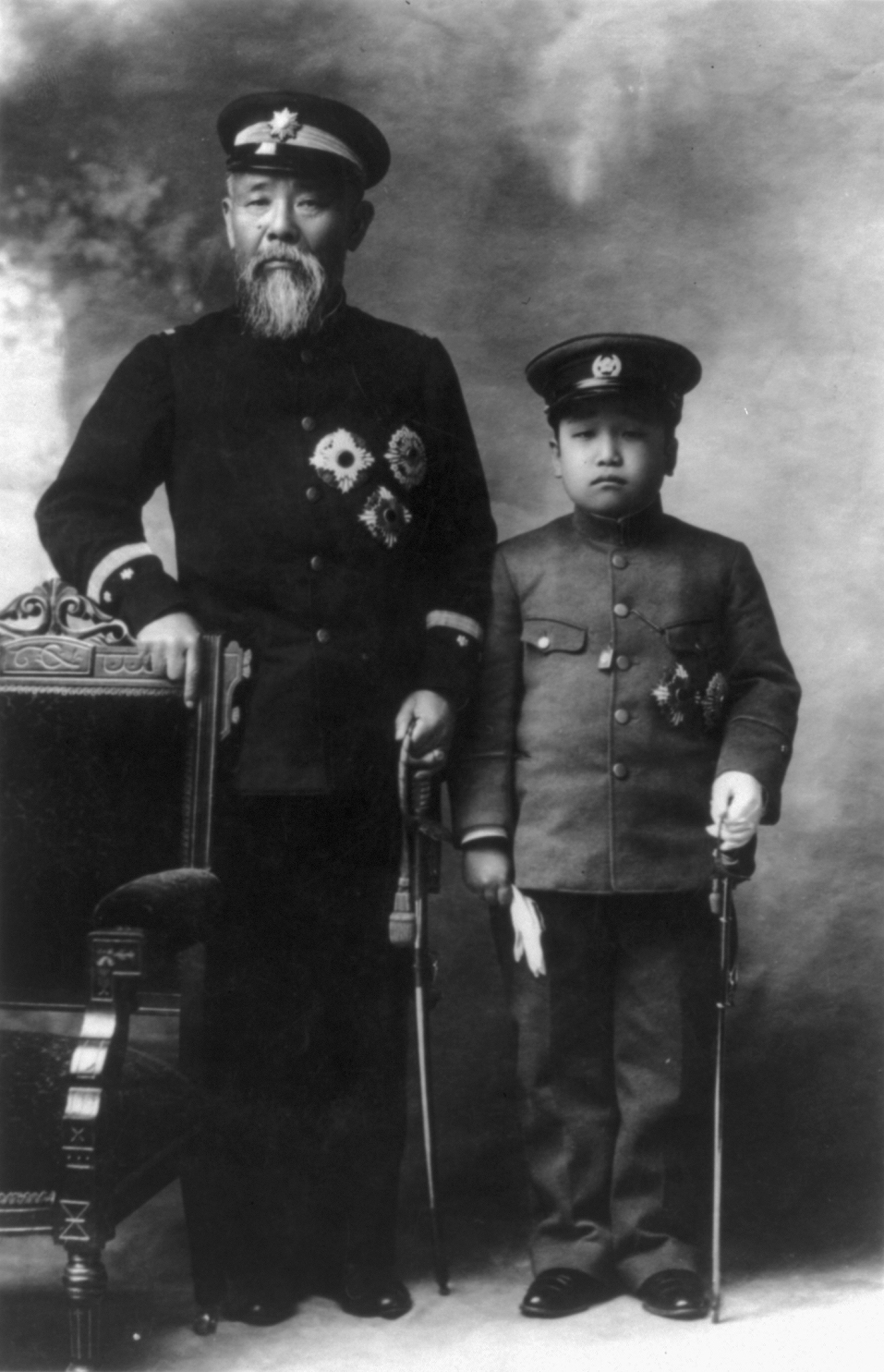
Наслідний принц Ї Ун з Іто Хіробумі, 1907 рік

Імператор Коджон мав дев'ять синів, але лише три принци дожили до повноліття: другий син, кронпринц Ї Чхок; п'ятий син, Ї Кан, і сьомий син, Ї Ун. Наслідний принц Ї Чхок став імператором Сунджоном, останнім монархом Корейської імперії. Оскільки імператор Сунджон ніколи не мав дітей, його молодший брат Ї Ун, імператорський принц Йон, став новим імперським наслідним принцом. Ї Кан (Принц Імператорський Уй) міг би зайняти цю посаду через свій старшинство, але був пропущений через низький статус своєї біологічної матері, леді Чанґ, а також сумнозвісну славу самого Ї Кана, відомого не лише в країні, а й на міжнародному рівні. Ї Кан народив 13 синів і 9 дочок від 14 коханок; кількість може відрізнятися залежно від джерел інформації. Маючи надзвичайно широкий спектр історичних оцінок щодо нього — бабія, а також закулісного лідера руху за незалежність — протягом усієї окупації японська влада обмежувала діяльність принца.
Імператор Сунджон помер у 1926 році, наслідного принца Ї Уна називали «королем Ї» — номінальний титул, оскільки країна вже втратила свій суверенітет на користь Японії. Ї Ун одружився з японською принцесою Масако Нашімото, яка пізніше була відома як Лі Банджа, членкиня сім'ї шінноке (молодша гілка Імператорського дому Японії). Після одруження принцеса Масако народила у 1921 році Ї Цзінь (померла молодою) та у 1931 році Ї Ку.

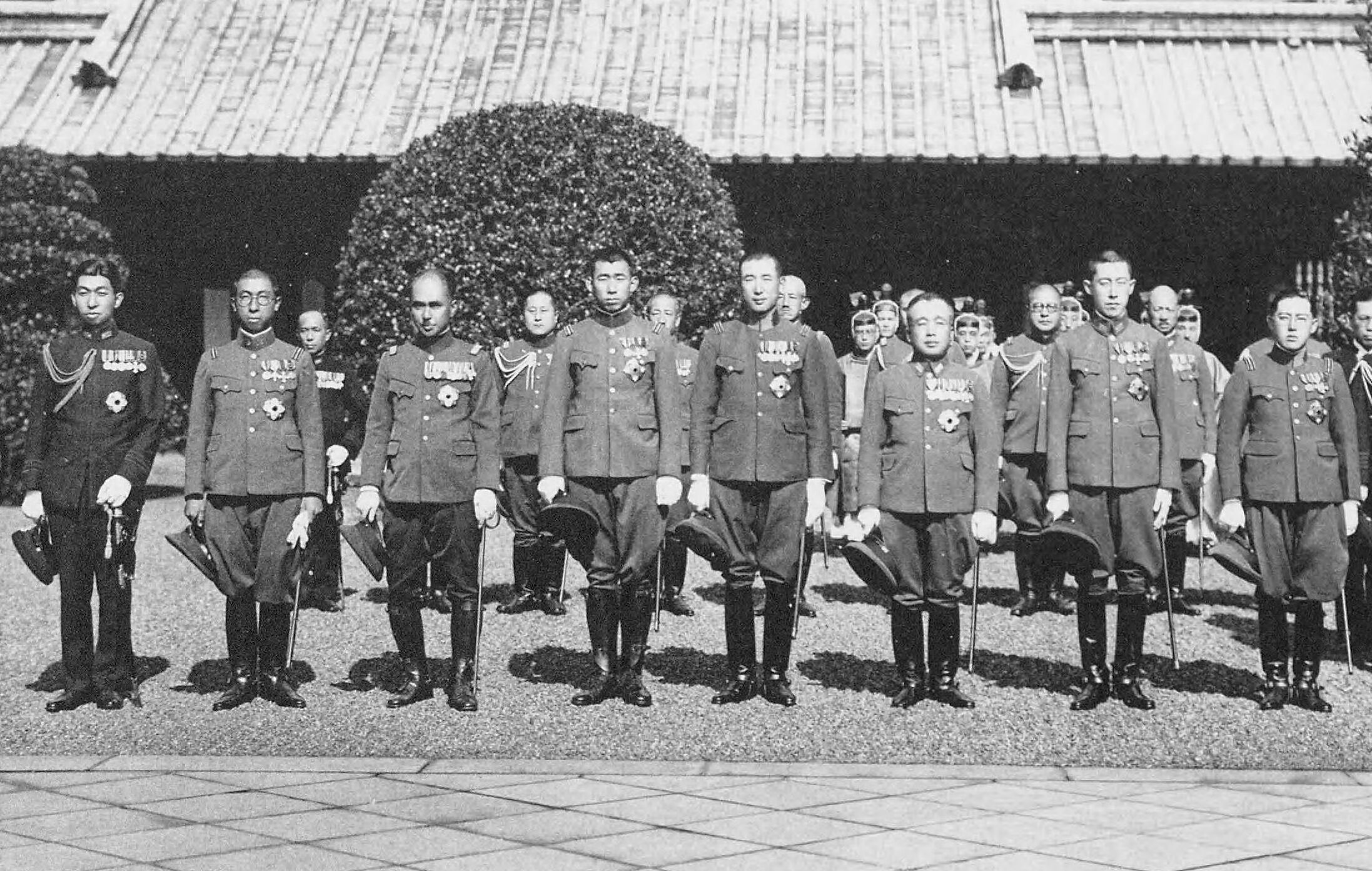
Справа наліво: корейські принци Ї У, Ї Ґеон та Ї Ун як офіцери японської імператорської армії разом із членами японської імператорської родини в храмі Ясукуні, 1938 рік

Під час колоніального панування багато членів корейської імператорської родини жили в Японії. Остання принцеса Кореї Деокхі була вивезена до Японії в молодому віці, пізніше вона стала дружиною японського графа та політика Со Такеюкі. Під час Другої світової війни принци корейської імператорської родини служили офіцерами японської імператорської армії. Наслідний принц Ї Ун отримав звання генерал-лейтенанта, командував японськими військами в Китаї та став членом Вищої військової ради. Принц Ї Ґеон, перший син Ї Кана, служив кавалерійським офіцером, в кінці війни отримав звання полковника і прожив решту свого життя в Японії. Принц Ї У, другий син Ї Кана, служив офіцером генерального штабу в званні підполковника, загинув під час атомного бомбардування Хіросіми.
Після звільнення Кореї в 1945 році президент Лі Синман обмежив імператорську сім'ю, щоб запобігти відновленню монархії, оскільки він побоювався, що її повернення поставить під сумнів його новий авторитет як батька-засновника нової республіки (за іронією долі сам Лі був із дому Ї; родина Лі вела свій родовід від чосонського короля Тхеджона та був нащадком у 16-му поколінні великого князя Янньйона). Лі конфіскував і націоналізував більшість власності родини, і імператорську сім'ю також звинуватили у відповідальності за «розвал нації». За словами 11-го сина принца, Ї Сока, щоб заробити на життя його мати Гун Чонсун була змушена продавати локшину як вулична торговка. Позбавивши більшої частини свого багатства та влади, деякі члени родини втекли до Сполучених Штатів і Латинської Америки, відомі нащадки проживають у Нью-Джерсі та Нью-Йорку. Наприклад, Емі Лі, п'ята донька Ї Канґа, у 1956 році переїхала до Сполучених Штатів та 27 років працювала бібліотекаркою у Колумбійському університеті в Нью-Йорку. У вересні 2012 року їй було 82 роки, і її описували як «одну з останніх, представників корейського королівського двору». Серед чотирьох синів і семи дочок принца Ї Канґа, що досягли зрілого віку, четверо втратили зв'язок із сім'єю після того, як виїхали до Сполучених Штатів. Інші члени родини двічі на рік проводили ритуал споріднення предків для принца Ї Канґа, але зазвичай лише двоє або троє з 11 братів і сестер були присутні на церемонії.

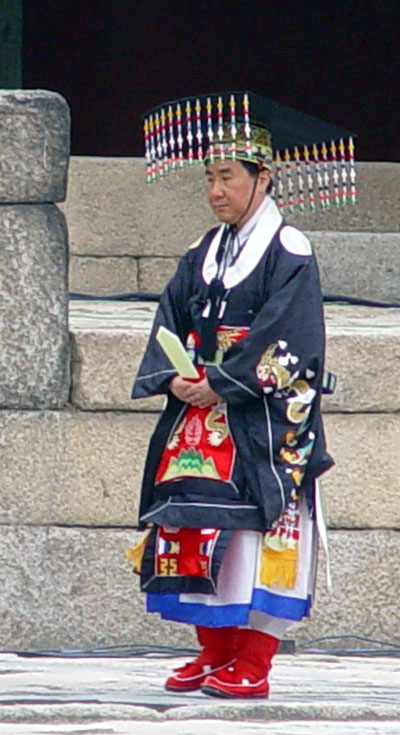
Ї Вон, 4-й директор Асоціації королівської родини Чонджу Лі

1957 року була заснована Асоціація королівської сім'ї Чонджу Лі, і її члени складаються з нащадків королівської сім'ї з різних гілок дому. Лише в 1963 році новий президент, Пак Чон Хі, дозволив деяким членам імператорської родини, включаючи принцесу Деокхе, повернутися до Кореї. Однак вони могли зупинитися лише в Наксеон Голі, невеликій резиденції в кутку Чандука у Сеулі; місце раніше було зарезервовано для овдовілої королеви/вдовуючої імператриці. 29 липня 1966 року Ї Ун став директором Асоціації королівської родини Чонджу Лі. 1973 року титул пізніше перейде до його сина. Ї Ун помер через сім років, у 1970 році, після тривалої хвороби внаслідок інсульту.
Син Ї Уна, Ї Ку, у 1982 році був примушений іншими членами сім'ї розлучитися зі своєю американською дружиною українського походження Джулією Маллок через її безпліддя (проте у пари була прийомна дочка). У 1998 році повідомлялося, що восьмий син Ї Канґа помер на самоті в соціальному центрі в східному Сеулі. 2005 року Ї Сок, як згадувалося вище, став викладачем в університеті Чонджу. Серія бізнес-провалів залишила Ї Ку без підтримки, і 16 липня 2005 року він помер один у Гранд Принц Готель Акасака в Токіо. За даними Асоціації королівської родини Чонджу Лі, остання зустріч, 10 липня, відбулася між асоціацією та Ї Ку, який дозволив Ї Вону, своєму двоюрідному брату, який колись був усунений (онук принца І Кан та його батько Ї Ґап, 9-й син Ї Канґа), стати його спадкоємцем, і він підписав як доказ свого дозволу через процес традиційного усиновлення його лінії. Ї Ку кілька разів зустрічався з Ї Воном до усиновлення, був задоволений його знаннями іноземної мови, тому Ї Вона було обрано його наступником, а статус підтверджено асоціацією станом на 22 липня 2005 року. Хоча усиновлення було б недійсним за чинним корейським законодавством, оскільки Ї Ку помер до завершення процесу усиновлення.
Після смерті Ї Ку виникла суперечка про главу королівської сім'ї. Ї Ге Вон, друга дочка Ї Кана і зведена тітка Ї Вона, на приватній церемонії, організованій її послідовниками в готельному номері висунула зустрічну претензію як «імператриця Кореї». Вона була інтронована як символічний монарх Кореї 29 вересня 2006 року групою під назвою «Корейська імператорська сімейна асоціація». Вона претендувала на титул імператриці Кореї та оголосила про відновлення Імператорського дому на власній церемонії престолонаслідування в готельному номері. Приватна інтронізація не була схвалена або підтримана корейськими політиками. Ї Ге Вон помер 8 лютого 2020 року у віці 100 років.
Тим часом, у 2005—2006 роках Ї Сок, 10-й син Ї Кана і зведений дядько Ї Вона, заявив, що його офіційно назвали спадкоємцем як [покійну] кронпринцесу Ї Банджа (мати Ї Ку та дружина Ї Уна) написала заповіт, в якому назвала його «першим наступником». У деяких статтях з основних медіа Ї Сока називають «королем», «принцем» і/або «останнім претендентом». Пізніше 6 жовтня 2018 року американський інтернет-підприємець Ендрю Лі прийняв номінацію Ї Сока стати «наслідним принцом» Кореї. В даний час у Південній Кореї немає монархічних організацій, які б асоціювалися з домом Ї, вимагаючи замінити південнокорейську республіку монархією.